# NGC 371
NGC 371 est un amas ouvert dans le Petit Nuage de Magellan (PNM) situé dans la constellation du Toucan. NGC 371 a été découvert par l'astronome écossais James Dunlop le 1er août 1826.
NGC 371 est à peu près à la même distance de nous que le PNM, soit 199 000 années-lumière.

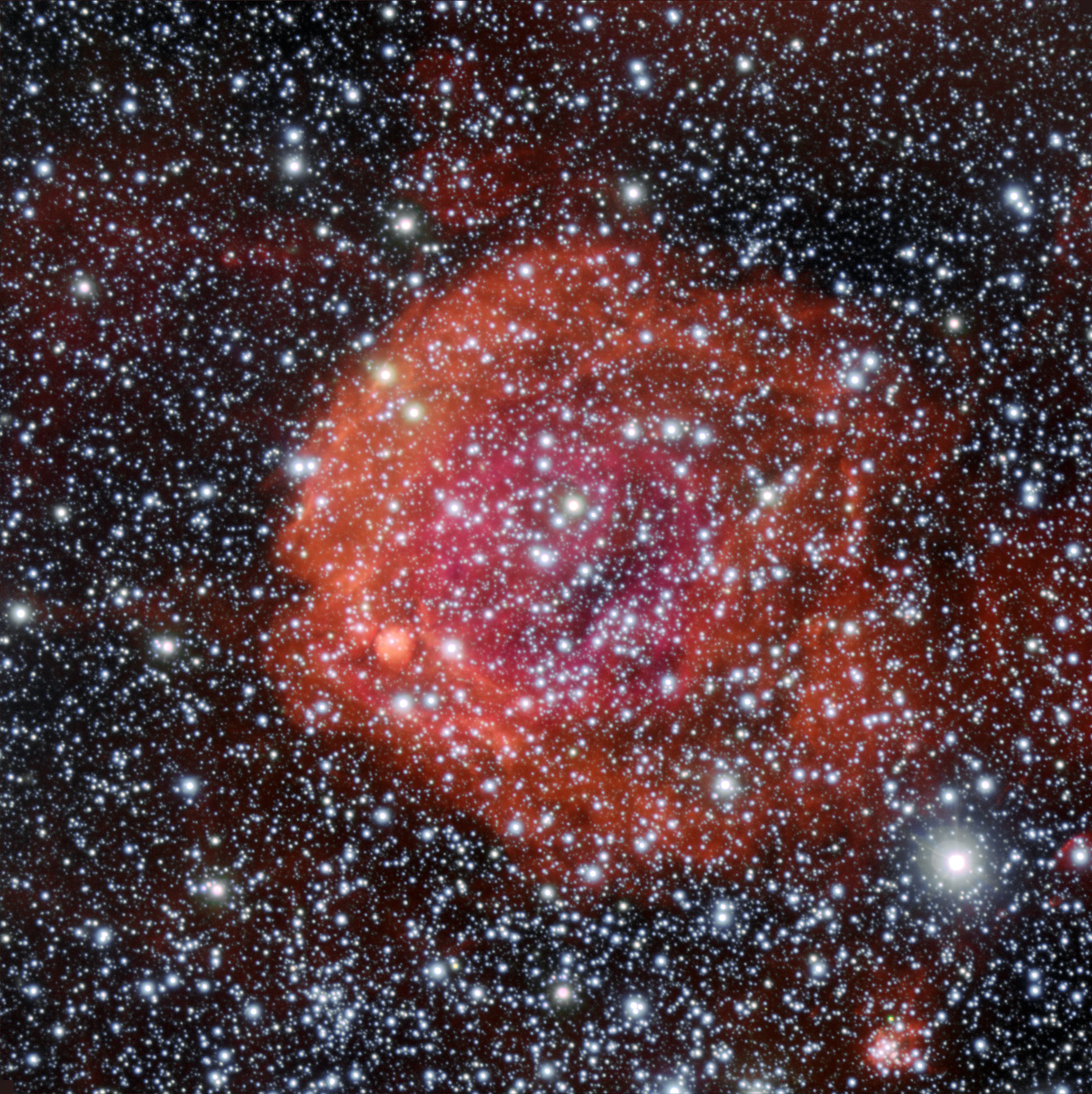
Cette image de NGC 361 a été captée par l'instrument FORS1 sur le VLT. (European Southern Observatory (ESO))